# Toxoflavin
Toxoflavin (Trivialname, auch Xanthothricin oder oft als PKF118-310 bezeichnet) ist ein Alkaloid mit einer 7-Azapteridin-Grundstruktur. Es ist im Vergleich zur Grundstruktur von der es sich ableitet zweifach an Stickstoffatomen methyliert und zweifach an Kohlenstoffatomen oxidiert. Der Trivialname ist irreführend, da es sich nicht um ein Flavin handelt. Vielmehr ähnelt es dem Reumycin, welches auch als Demethyltoxoflavin bezeichnet wird. Toxoflavin gehört zu den Pan-Assay Interference Compounds (PAINS). Seine Wirkung als Phytotoxin beruht auf dessen Eigenschaft, reversibel reduzierbar zu sein. Es kann daher unter physiologischen Bedingungen Wasserstoffperoxid bilden.

## Geschichte
Toxoflavin wurde zuerst 1934 von den niederländischen Forschern van Veen und Mertens beschrieben, die es als gelbe, kristalline Substanz aus Pseudomonas cocovenenans isolierten. Es wurde damals für schwere Lebensmittelvergiftungen auf Java verantwortlich gemacht. Die erste Synthese wurde 1961 von G. D. Daves Junior, R. K. Robins und C. C. Cheng publiziert. Diese verwendeten als Edukt Thiobarbitursäure, welche am Schwefelatom und an einem der Stickstoffatome durch Dimethylsulfat methyliert wird. Durch Phosphoroxytrichlorid lässt sich die gegenüberliegende Hydroxygruppe selektiv mit einem Chloratom substituieren. Das Methylthiolat wird sauer hydrolysiert und die verbleibende unsubstituierte Position im Ring nitriert. Nach Reduktion der Nitrogruppe wird das erhaltene Amin mit dem gekreuzten Anhydrid der Essigsäure und der Ameisensäure formyliert und anschließend mit Methylhydrazin cyclokondensiert. Der so gewonnene Vorläufer wird zum Endprodukt oxidiert.

## Vorkommen
Toxoflavin kommt in Bodenbakterien der Arten Burkholderia glumae und Streptomyces hiroshimensis vor.

## Gewinnung und Darstellung
Das inzwischen kommerziell leicht zugängliche 6-Chlor-3-methyluracil sorgt als Edukt in modernen Synthesen von Toxoflavin für eine deutliche Verkürzung der Arbeitsschritte. Zunächst wird das Chloratom durch Methylhydrazin substituiert. Die Anellierung des zweiten Ringes erfolgt dann durch Umsetzung mit Formaldehyd und Natriumnitrit in einer Ein-Topf-Reaktion.

## Eigenschaften
Toxoflavin hat einen Octanol-Wasser-Verteilungskoeffizient von {\displaystyle \log P_{ow}=-1,548}.